# Homo habilis
Homo habilis (”den händiga människan”) är en art i släktet Homo som levde  i östra Afrika för ungefär 2 miljoner år sedan i början på pleistocen. Definitionen av arten är Mary och Louis Leakeys förtjänst. De första fossilen hittades i Olduvai Tanzania mellan 1960 och 1964. 
Homo habilis är en av de äldsta arterna i släktet Homo. Dess utseende och anatomiska morfologi är dock minst lik moderna människor bland alla Homo-arter, förutom möjligen Homo rudolfensis. 
Homo habilis och H. rudolfensis är ungefär samtida, och gränsdragningen mellan dessa två arter är omstridd.  Ingen enighet råder bland forskare om vilka fossil som hör till vilken art, och därför kan inte mycket sägas om deras inbördes relationer.
Typexemplaret är en underkäke med museibeteckningen OH 7 (Olduvai Hominid nr. 7), som hittades  1960 i Olduvai  i norra Tanzania.

## Dateringar av homo habilis
Alla kända fynd av Homo habilis har daterats till en ålder av cirka 2,1 till 1,4 miljoner år.  Att bestämma hur länge en fossil art fanns, kan emellertid endast bestämmas ungefärligt. De hittade fossilen ger en ofullständig bild, då det vanligtvis finns mycket få exemplar för en fossil art. Å andra sidan visar dateringsmetoderna en viss ålder, men med en ibland betydande osäkerhet; och dessa begränsningar påverkar de yttre gränserna arternas livstider. Alla publicerade åldersdata är därför preliminära dateringar, som kan behöva revideras efter upptäckten av ytterligare fossil.

## Fynd och svårighet att avgränsa frånHomo rudolfensis
Förutom fynden från Olduvai Gorge i Tanzania har flera fossiler från den östra stranden av Turkanasjön i Kenya tillskrivits Homo habilis, inklusive det delvis bevarade skelettet KNM-ER-3735 hittat i Koobi Fora vid nordöstra Turkanasjön och överkäken A.L. 666-1 hittad i Hadar i Etiopien 1975, samt sydafrikanska fynd från Sterkfontein, skallen Stw 53, och Swartkrans fragment av skallen SK 847 tillskrivits arten. 
Från tiden för omkring två miljoner år kommer också fossilen av Homo rudolfensis. Hittills har dock inga sammanhängande fynd av ben av huvud och käkar med artens armar och ben upptäckts. Kroppsbyggnaden av Homo rudolfensis under huvudet är därför osäker. Emellertid har i samma lagerserie där skallbenen av Homo rudolfensis har hittats, också upptäckts ett flertal fossil  och ett bäcken, som uppvisar skillnader gentemot Homo habilis och troligen hör samman med Homo rudolfensis. 
En klar avgränsning av Homo habilis och Homo rudolfensis är för närvarande utesluten, eftersom denna distinktion måste baseras på en jämförelse av typproverna av båda arterna. En sådan jämförelse är dock inte möjlig, eftersom OH 7 är en tandad underkäke och typprov av Homo rudolfensis är en tandlös skalle med delvis bevarad överkäke.

## Anatomi

### Skallen, tänder och hjärna
Man har i allmänhet trott att hjärnans storlek ökade längs den mänskliga linjen särskilt snabbt vid övergången mellan arter, med H. habilis hjärnstorlek klart mindre än Homo ergaster / H. erectus. Storleken antogs ha ökat från ca 600-650 cm3 i H. habilis till ca 900-1,000 cm3  i H. ergaster / H. erectus.
En studie från 2015 visade dock att hjärnans storlek på H. habilis, H. rudolfensis, och H. ergaster varierade i allmänhet mellan 500 och 900 cm3 efter att ha omvärderat hjärnvolymen OH 7 från 647–687 cm3 till 729–824 cm3. Detta indikerar ändå en ökning i  hjärnstorlek från  australopitheciner  som i allmänhet varierade från 400-500 cm3.Alla Homoarter har en större hjärna i jämförelse med andra hominider. 
Ett mönster av strimmor på tänderna på exemplaret OH 65 lutar åt höger, vilket kan ha orsakats av att individen drog i en köttbit med tänderna och vänster hand medan han försökte skära den med ett stenverktyg med höger hand. Om detta är ett korrekt antagande kan detta indikera högerhänthet, och att föredra en viss hand är förknippad med en stor omorganisation av hjärnan och sidoskillnader i hjärnans funktion mellan vänster och höger halva. Sidoskillnader i funktioner kan ha varit inblandat i verktygsanvändningen. Hos moderna människor är detta svagt förknippad med språk
Tandraderna hos H. habilis var V-formade i motsats till U-formade i senare Homoarter, och munnen var framskjuten prognatisk även om ansiktet sedan var platt från näsan upp. Tandutveckling antyder att H. habilis har haft en snabbare tillväxt  jämfört med moderna människor, mer liknande  moderna apor

### Kroppsbyggnad
Baserat på de fragmentariska skeletten OH 62 (förmodad hona) och KNM-ER 3735 (förmodad hane) har H. habilis kropp  ansetts vara mer aplika än till och med den tidigare Australopithecus afarensis och att den överensstämmer med en åtminstone delvis trädlevande livsstil i skogen som också antas för australopitheciner.
Baserat på OH 62 och ett antagande om jämförbara kroppsdimensioner till andra homininer anses H. habilis ha haft en liten kroppsstorlek med OH 62  uppskattade kroppslängd till  100-120 cm i höjd och 20-37 kg i vikt. Men förutsätter man längre, moderna människoliknande ben, skulle OH 62 ha varit cirka 148 cm  och väga 35 kg och KNM-ER 3735 ungefär vara lika stor. Moderna män och kvinnor året 1900 mätte i genomsnitt 163 cm respektive 152.7 cm respektive. Det antas allmänt att hominider före Homo ergaster hade en könsdimorfism med manliga individer markant större än kvinnliga. Det finns stora svårigheter att uppskatta kroppslängd från bara delvis bevarade extremitetsben hos fossil så kunskapsläget är bräckligt.

### Lemmar och anpassning till klättring och gång
Armarna på H. habilis och australopitheciner har i allmänhet ansetts vara långa och anpassade för klättring.2004 visade antropologerna Martin Haeusler och Henry McHenry att förhållandet mellan överarmsbens och lårben hos OH 62 är inom  variationen för moderna människor, och att KNM-ER 3735 har proportioner som det moderna genomsnittet hos människan. Detta visar att det osäkert om habilis hade apliknande proportioner på lemmarna. Måtten på överarmsbenet på OH 62  var 25,8–27,0 cm långt och ulna  i underarmen var 24,5–25,5 cm, vilket är nära måtten hos schimpanser. Handbenen hos fossilet OH 7 ger möjlighet för precisionsgrepp, som är viktigt i fingerfärdighet, och som anpassningar för klättring. 
När det gäller lårbenet har traditionellt gjorts jämförelser med Australopithecus afarensis fyndet AL 288-1 för att rekonstruera hälben för H. habilis, men Haeusler och McHenry föreslog att det mer gracila lårbenet av OH 24  (som antingen tillhör H. ergaster / H. erectus eller P. boisei) kan vara en mer träffande jämförelse. I så fall skulle H. habilis ha haft längre, människoliknande ben och ha varit effektiva i att förflytta sig långa avstånd. Tjockleken på extremitetsbenen hos OH 62 liknar mer schimpanser än H. ergaster / H. erectus och moderna människor. Detta kan indikera olika bärförmågor och benen är mer lämpliga för trädlevande hos H. habilis. Den starka vadbenet hos individen OH 35 (som kan tillhöra P. boisei) liknar mer apor  och är förenligt med trädlevande och vertikal klättring. 
OH 8, ett fynd av en fot, är bättre lämpad för rörelse på marken än foten hos A. afarensis, men har fortsatt många apliknande anpassningar som överensstämmer med klättring. Foten har emellertid stortåben utan grepp och komprimerade mellanfotled en struktur, som begränsar rotationen mellan foten och fotleden. Fotstabilitet förbättrar effektiviteten av kraftöverföring mellan benet och foten och vice versa, och är inblandad i fotsulans elastiska mekanism som genererar energi under språng men inte vid gång. Detta kan möjligen antyda att Habilis var kapabel till någon grad av löpning, vilket dock de flesta forskarna tror har utvecklats senare hos H. ergaster / H. erectus.

## Kultur

### Samhälle
H. ergaster / H. erectus har klassiskt ansetts ha varit den första människan som levt i ett monogamt samhälle, och at alla föregående homininer var polygyna. Det är dock mycket svårt att spekulera med något förtroende kring gruppdynamiken hos tidiga homininer. Graden av sexuell dimorfism och storleksskillnaden mellan män och kvinnor används ofta för att korrelera mellan polygama grupper med stor storleksskillnad och monogama grupper med liten skillnad i storlek. Könsdimorfismen är svår att  bestämmas till storleken eftersom den tidiga anatomin hos hominider är dåligt känd, och baseras på få exemplar. I vissa fall bestäms kön hos fossil godtyckligt till stor del baserat på upplevd storlek och robusthet. Oftast saknas mer tillförlitliga element i könsidentifiering nämligen bäckenet. 
Tandanatomin hos tidiga hominider är mosaikanatomi med olika egenskaper som inte finns hos moderna primater De förstorade kindtänderna kan vara uttryck för markant storleksrelaterad könsdimorfism och därmed en grupp med hanar i konflikt om partner och polygama relationer, men de små hörntänderna indikerar motsatsen. Andra selektiva tryck, inklusive kosten, kan påverka tändernas anatomi.
Beteendet hos tidiga Homo-arter, inklusive H. habilis, modelleras ibland från savannschimpanser och babianer. Deras samhällen består av flera hanar för att försvara gruppen i den farliga och utsatta livsmiljön på savannen, ibland engagerar dessa hanar sig i en gruppuppvisning med att kasta pinnar och stenar mot fiender och rovdjur. 1993 uppskattade Leslie C. Aiello och Robin Dunbar H. habilis gruppstorlek till 70-85 medlemmar baserat på jämförelser med schimpans- och babiangrupper. Språkutvecklingen i dessa grupper stimulerades av kommunikationsbehovet inom gruppen och stimulerade utvecklingen av neocortex.
H. habilis samexisterade under samma tid med tre andra hominider H. rudolfensis, H. erectus, och P. boisei. Det är oklart hur dessa olika arter var anpassade till olika livsmiljöer och hur relationen mellan arterna såg ut. För att förklara varför P. boisei hittades med Oldowan verktyg skrev Leakey och kollegor 1964, att offret inte är tillverkare (den som gjorde verktygen) när man beskrev H. habilis, och föreslog som  en möjlighet var att P. boisei dödades av H. habilis. Emellertid, när  P. boisei beskrevs fem år tidigare 1959 menade Louis Leakey : Det finns ingen skäl  i detta fall  att tro att skallen är ett offer för en kannibalfest hållen av någon hypotetisk mer avancerad människoart.

### Diet
Man antar att H. habilis kom över kött från att rensa kadaver snarare än vid jakt (asätarehypotes). Troligen var H. habilis en konfrontativ asätare och stal byten från mindre rovdjur som schakaler eller geparder.  Mikroslitspårsanalys av tänder från H. habilis visar att man inte konsumerade tuffa livsmedel regelbundet utan också frukt. Mikroslitaget är ett mellanting av individer som äter tuffa hårdtuggade födoämnen och bladätare och pekar mot en generaliserad och allätande kost. Man antar att dieten för Habilis och andra tidiga Homo hade en större andel kött än vad Australopitecinerna hade, och att detta var viktigt för hjärnans tillväxt. Kött är energi- och näringsrikt och kan ha bidragit till ett selektionstryck mot förbättrade kognitiva förmågor för att underlätta bearbetningen av djurkroppar och tilltvinga sig färska slaktkroppar.
Alternativ förklaring är att tidiga arter av Homo, i ett torrare klimat med sämre födotillgång åt i första hand underjordiska lagringorgan (rotknölar) och delade födan. Underkäken hos H. habilis motstår vridning från kraften i bettet vid tuggning, vilket innebär att käken kan skapa ett kraftfulla tryck på födan. Den större spetsarna på molarerna hos  H. habilis jämfört med Australopithecus antyder att de använda verktygen för att bearbeta svårtuggade livsmedel annars skulle de små tandspetsarna ha varit mer slitna. Ändå talar käkens anpassningar till bearbetning av mekaniskt svårtuggad mat att det inte påverkade kosten mer än delvis.

## Tolkningar
Homo habilis anses ha tillverkat och använt verktyg, tillverkade av runda stenar där stenflisor slogs bort, den så kallade Oldowan kulturen. Även om dessa verktyg var primitiva så var de mer avancerade än några verktyg som hade funnits innan dess. Dessa verktyg gav Homo habilis möjligheten att leva i miljöer som tidigare hade varit för fientliga för primater. Det är fortfarande kontroversiellt huruvida Homo habilis var den första hominiden som tillverkade stenverktyg. Bland annat har upptäckten av 2,6 miljoner år gamla fossil av Australopithecus garhi tillsammans med stenverktyg, som alltså är äldre än äldsta Homo habilis fyndet satt det påståendet på spel. 
I termer av socialt samspel är de flesta experter eniga om att intelligensen hos Homo habilis var högre än hos typiska Australopithecus och schimpanser. Homo habilis använde stenverktyg men var  inte en  skicklig jägare, som Homo erectus senare skulle bli. Homo habilis använde huvudsakligen sina stenverktyg som en köttyxa för att få loss kött från kadaver, snarare än att använda dem för jakt eller försvar. Det är inte fullt klarlagt om habilis jagade, eller bara åt as. Däremot finns det rikliga fossila bevis för  att Homo habilis var ett byte för stora rovdjur som till exempel Dinofelis, ett stort kattdjur liknande dagens leopard. Den bevarade foten OH 8 verkar ha skadats av en krokodil.  OH 35, som endera hör till P. boisei eller H. habilis, visar tecken på att ha ätits av en  leopard. H. habilis och andra samtida homininer var troligen byte för andra stora köttätarna vid denna tid. I Olduvai var jakthyenan Chasmaporthetes nitidula, och de sabeltandade katterna Dinofelis och Megantereon troliga predatorer. 
Homo habilis samexisterade tillsammans med många andra hominider, tvåfotade primater, som till exempel Paranthropus boisei, som även den var mycket framgångsrik i flera hundratusen år. Däremot var Homo habilis annorlunda på två sätt – den använde och tillverkade tidigt stenverktyg och den hade en annan diet än Paranthropus boisei. 
Det finns en diskussion om huruvida Homo habilis kan klassas som tillhörande släktet Homo eller inte. Liksom Homo rudolfensis saknar Homo habilis många av de kännetecken som är unika för senare hominider, som till exempel slanka höfter för långdistansvandring, ett sofistikerat svettningssystem, smalare bäcken  och längre ben än armar. En del forskare anser Homo habilis och dess nära släkting Homo rudolfensis vara mer ap- än människolika, trots deras större hjärna och upprätta gång, och anser därför att klassificeringen som en del av släktet Homo borde tas under omprövning.